# Paroithona pulla
Paroithona pulla är en kräftdjursart som beskrevs av Farran 1913. Paroithona pulla ingår i släktet Paroithona och familjen Oithonidae. Inga underarter finns listade i Catalogue of Life.